# Heiligkreuzkapelle (Chuchelná)

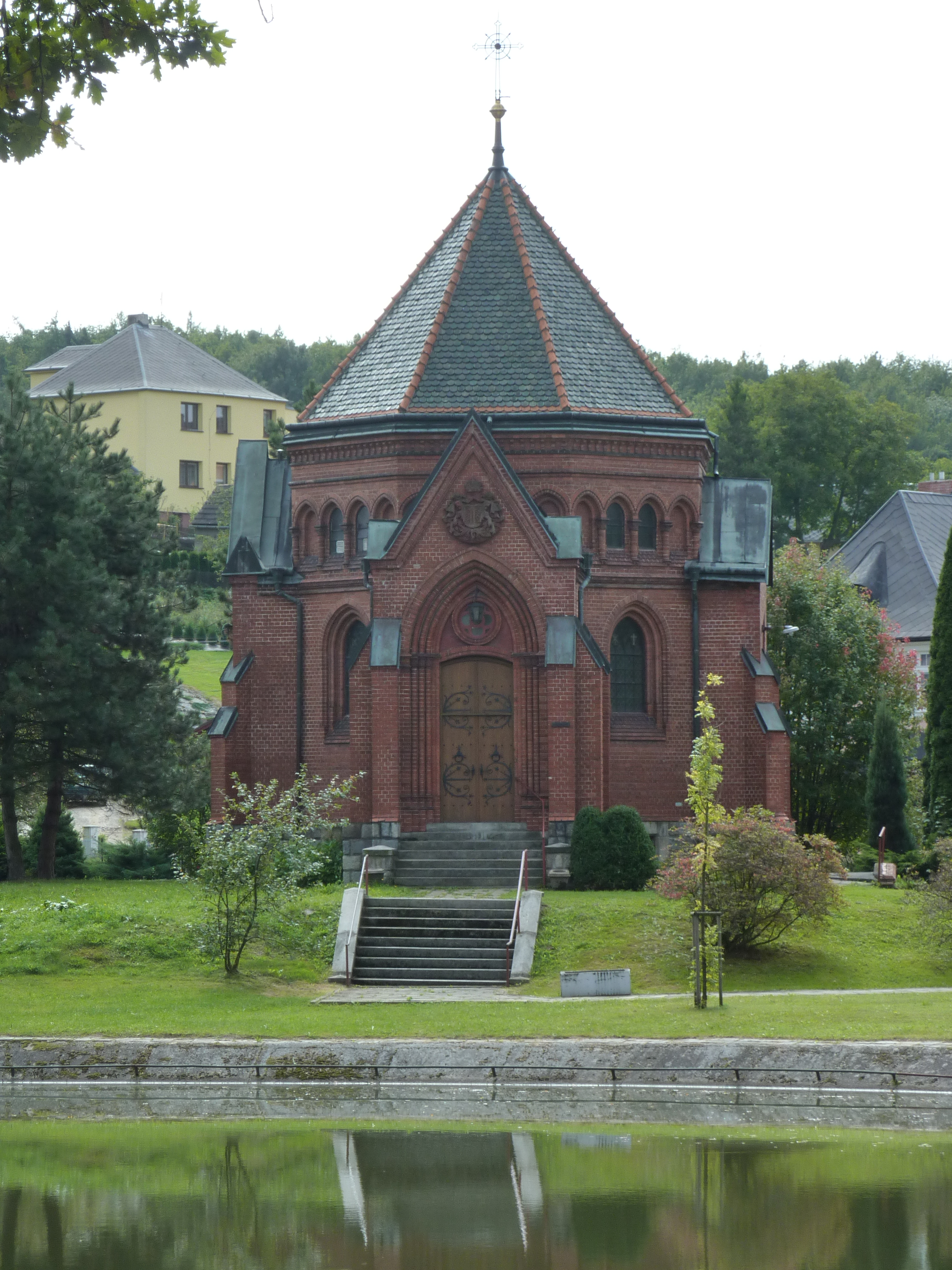
Ansicht der Kapelle

Die Heiligkreuzkapelle, ursprünglich Lichnowsky-Mausoleum (tschechisch kaple svatého Kříže), auch mauzoleum knížat Lichnovských, ist eine Grabkapelle in der Gemeinde Chuchelná (Kuchelna) im Okres Opava, Tschechien. In ihr befinden sich die Sarkophage des Politikers Karl von Lichnowsky und des Diplomaten Karl Max von Lichnowsky.

## Lage
Die Kapelle steht linksseitig des Baches Zbojnička in einem Park in der Straße Mírová. In unmittelbarer Umgebung befinden sich die Kreuzerhöhungskirche, die Marienkapelle, das Museum, das Schloss Chuchelná und ein Teich.

## Geschichte
Die erste Familiengrablege der Grafen Lichnowsky – Besitzer mehrerer Grundherrschaften in Preußisch- und Österreichisch-Schlesien – wurde in der Odrauer Bartholomäuskirche angelegt. Beigesetzt wurden darin nur Franz Leopold Graf von Lichnowsky (1690–1742) und dessen Frau Barbara Cajetana von Werdenberg (1697–1755). Ihr Sohn Johann Carl Gottlieb Fürst Lichnowsky (1720–1788) bestimmte die Burg Grätz zu seinem Sitz; nachfolgend diente die Friedhofskirche St. Jakob in Podoly bei Grätz den Fürsten Lichnowsky über ein Jahrhundert als Grablege. Karl Maria Fürst Lichnowsky (1819–1901), der zeitlebens in Preußen gewirkt hatte, brach mit dieser Familientradition und entschied sich für den Bau eines außerhalb von Kirchen gelegenen großen Familienmausoleums als separates landschaftsgestalterisches Element.
Einen geeigneten Standort dafür fand er in Kuchelna – einer der ältesten, seit 1608 im Familienbesitz befindlichen Gutsherrschaften – am Rande des Schlossparks, wo das Bauwerk neben dem Schloss einen das Ortsbild dominierenden Charakter erhalten konnte. Karl Maria von Lichnowsky erlebte den Baubeginn nicht mehr und wurde 1901 zunächst in der Schlosskapelle zum hl. Kreuz beigesetzt.
Sein Sohn Karl Max von Lichnowsky beauftragte den Troppauer Baumeister Julius Lundwall, der sich bei Umbauarbeiten am Schloss Grätz bewährt hatte, mit der Projektierung und Bauausführung. Der Mausoleumsbau erfolgte in den Jahren 1902–1903. Am 11. März 1903 wurde die Grabkapelle – wie die Schlosskapelle – dem hl. Kreuz geweiht und der Sarkophag Lichnowskys feierlich von der Schlosskapelle zur Grabkapelle überführt. 1915 wurde Karl Maria Fürst Lichnowskys Witwe Marie Prinzessin von Croÿ an der Seite ihres Mannes beigesetzt. Nachdem Kuchelna 1920 im Zuge der Abtretung des Hultschiner Ländchens der Tschechoslowakei zugeschlagen und damit von der Pfarrei St. Nikolaus im Marktflecken Kranowitz abgetrennt worden war, wurde unweit der Grabkapelle – ebenfalls im südöstlichen Teil des Schlossparks – zwischen 1921 und 1922 die neue Pfarrkirche der hl. Kreuzerhöhung errichtet. Die letzte Beisetzung im Mausoleum erfolgte 1928 (Karl Max von Lichnowsky). Seine Witwe Mechtilde verließ 1930 die Tschechoslowakei und zog nach Cap-d’Ail. Nach der Auswanderung von Mechtilde Lichnowsky nach Frankreich und ihres Sohnes Michael nach Brasilien wurde die Kapelle nicht mehr für Begräbnisse genutzt. 
Zum Ende des Zweiten Weltkrieges wurde die Kapelle am Karsamstag 1945 während der Mährisch-Ostrauer Operation beschädigt, die Kirche bei dem Luftangriff gänzlich zerstört. Die Kriegsschäden an der Kapelle wurde auf 29.000 Kčs geschätzt.
Nach dem Kriegsende, der Enteignung von Wilhelm Lichnowsky – der zu seinem Bruder nach Brasilien ausgewandert war – und dem Verlust der Pfarrkirche wurde die Privatkapelle als Ersatz für die Kirche öffentlich gewidmet und in Heiligkreuzkapelle umbenannt. Da sich lediglich der untere Teil des Bauwerks mit der Krypta für Gottesdienste eignete, wurden die Sarkophage der Familie Lichnowsky in die südliche Nische verbracht, die danach zugemauert und vor der ein Altar aufgestellt wurde. Im Jahre 1964 wurde die Kapelle zum Kulturdenkmal erklärt.
1996 erfolgte die Weihe der neuen Kreuzerhöhungskirche. Damit wurde die Kapelle nicht mehr für Gottesdienste verwendet. Die Sarkophage wurden nach der Restaurierung wieder an ihrem Ehrenplatz in der Krypta platziert.

## Beschreibung
Der einstöckige neugotische Backsteinbau hat den Grundriss eines Griechischen Kreuzes. Der oktogonale Mittelbau mit Pyramidendach besitzt vier rechteckige, bis in Traufhöhe reichende Seitenanbauten mit Giebeln, wobei sich im nördlichen Anbau das Portal mit dem fürstlichen Wappen befindet. Der südwestlichen Fassade ist zudem ein niedriger Rundturm mit einer ins Obergeschoss führenden Wendeltreppe vorgebaut. An den drei freien Seiten des Mittelbaus wird die Fassade im Obergeschoss durch eine über einem Gesims befindliche Galerie mit kleinen gotischen Fenstern und reich profilierten Spaletten unterbrochen.
Die im Souterrain befindliche Krypta bildet den Hauptraum, sie enthält – zentral unter der Öffnung zur Kapelle – die Sarkophage mit den sterblichen Überresten von drei Angehörigen der Familie Lichnowsky:
- Kupfersarkophag mit Karl Maria Fürst von Lichnowsky
- Holzsarkophag mit Marie Prinzessin von Croÿ-Dülmen
- Sarkophag aus Saubsdorfer Marmor mit Karl Max von Lichnowsky, gefertigt 1929–1930 vom Bildhauer Josef Obeth

Bei der eigentlichen Kapelle im Obergeschoss handelt es sich um eine Galerie mit Geländer, die mittig durch eine große runde Blicköffnung zur Krypta offen ist. Sie ist mit einem neogotischen hölzernen Hochaltar mit Marmorierung und einem Kreuzigungsmotiv ausgestattet.
Die Kapelle ist an Sonntagnachmittagen von April bis Oktober zugänglich.